# Ivancan
Ivancan ist ein aus dem serbokroatischen Sprachraum stammender Familienname. Die eigentlich korrekte Schreibweise ist Ivančan (/...tʃan/). Ivancan ist der Name folgender Personen:
- Cornelia Ivancan (* 1987), österreichische Schauspielerin
- Irene Ivancan (* 1983), deutsche Tischtennisspielerin
- Monica Ivancan (* 1977), deutsches Model
- Renata Salazar Ivancan (* 1975), deutsche Filmeditorin